# Olympische Sommerspiele 2024/Teilnehmer (Refugee Olympic Team)
| Gelbes Symbol für Goldmedaillen mit stilisierten Olympischen Ringen | Graues Symbol für Silbermedaillen mit stilisierten Olympischen Ringen | Braundes Symbol für Bronzemedaillen mit stilisierten Olympischen Ringen |
| ------------------------------------------------------------------- | --------------------------------------------------------------------- | ----------------------------------------------------------------------- |
| —                                                                   | —                                                                     | 1                                                                       |

Das Refugee Olympic Team war eine Delegation, die zum dritten Mal an Olympischen Sommerspielen teilnahm. Startberechtigt waren Sportler, die als anerkannte Flüchtlinge nicht für ihr Heimatland antreten konnten. Die Radrennfahrerin Masomah Ali Zada wurde vom Internationalen Olympischen Komitee zur Leiterin des Refugee Olympic Teams ernannt.
Um ein Zeichen der Hoffnung zu setzen und auf die Situation von Geflüchteten weltweit aufmerksam zu machen, hatte das IOC zur Unterstützung des Teams eine Kampagne mit dem Titel „1 in a 100 Million“ gestartet. Besondere Aufmerksamkeit sollte auf die Situation der Teammitglieder als Geflüchtete und ihren Weg bis hin zu den Olympischen Sommerspielen gelenkt werden. Teil der Kampagne war ein Kurzfilm im Stil einer Graphic Novel und eine olympische Sammler-Pin.
Bei der Eröffnungsfeier der Spiele trugen die Boxerin Cindy Ngamba und der Taekwondoin Yahya Al Ghotany die Fahne ihres Teams. Das Refugee Olympic Team trat als zweite Mannschaft, direkt hinter Griechenland, beim Einzug der Nationen auf.

## Mitglieder der Mannschaft
Am 2. Mai 2024 wurden vom IOC 36 Athletinnen und Athleten benannt, die aus elf unterschiedlichen Ursprungsländern kamen: Am 28. Juni nahm Leichtathlet Dominic Lobalu die Einladung ins Flüchtlingsteam an, da er bei den Olympischen Spielen im Unterschied zu den Leichtathletik-Europameisterschaften 2024 keine Startberechtigung für die Schweiz erhielt.
| Name                            | Heimatland     | Aufnahmeland           | Sportart       | Disziplin                         |
| ------------------------------- | -------------- | ---------------------- | -------------- | --------------------------------- |
| Adnan Khankan                   | Syrien         | Deutschland            | Judo           | bis 100 kg                        |
| Alaa Maso                       | Syrien         | Deutschland            | Schwimmen      | 50 m Freistil                     |
| Amir Ansari                     | Afghanistan    | Schweden               | Radsport       | Einzelzeitfahren                  |
| Amir Rezanejad                  | Iran           | Deutschland            | Kanu           | Slalom                            |
| Arab Sibghatullah               | Afghanistan    | Deutschland            | Judo           | bis 81 kg                         |
| Cindy Ngamba                    | Kamerun        | Vereinigtes Königreich | Boxen          | Mittelgewicht (bis 75 kg)         |
| Dina Pouryounes Langeroudi      | Iran           | Niederlande            | Taekwondo      | Klasse bis 49 kg                  |
| Dominic Lobalu                  | Südsudan       | Schweiz                | Leichtathletik | 5000 m                            |
| Dorian Keletela                 | Republik Kongo | Portugal               | Leichtathletik | 100 m                             |
| Dorsa Yavarivafa                | Iran           | Vereinigtes Königreich | Badminton      | Einzel                            |
| Edilio Francisco Centeno Nieves | Venezuela      | Mexiko                 | Schießen       | 10 m Luftpistole                  |
| Eyeru Tesfoam Gebru             | Äthiopien      | Frankreich             | Radsport       | Straßenrennen                     |
| Farida Abaroge                  | Äthiopien      | Frankreich             | Leichtathletik | 1500 m                            |
| Farzad Mansouri                 | Afghanistan    | Deutschland            | Taekwondo      | Klasse bis 80 kg                  |
| Fernando Jorge                  | Kuba           | Vereinigte Staaten     | Kanu           | Einer-Canadier 1000 m             |
| Hadi Tiranvalipour              | Iran           | Italien                | Taekwondo      | Klasse bis 58 kg                  |
| Imam Mahdavi                    | Iran           | Italien                | Ringen         | Freistil Mittelgewicht            |
| Jamal Valizadeh                 | Iran           | Frankreich             | Ringen         | Griechisch-Römisch, Bantamgewicht |
| Jamal Abdelmaji Eisa Mohammed   | Sudan          | Israel                 | Leichtathletik | 10.000 m                          |
| Kasra Mehdipournejad            | Iran           | Deutschland            | Taekwondo      | Klasse über 80 kg                 |
| Luna Solomon                    | Eritrea        | Schweiz                | Schießen       | 10 m Luftgewehr                   |
| Mahboubeh Barbari Zharfi        | Iran           | Deutschland            | Judo           | über 78 kg                        |
| Manizha Talash                  | Afghanistan    | Spanien                | Breaking       | B-Girls                           |
| Matin Balsini                   | Iran           | Vereinigtes Königreich | Schwimmen      | 200 m Schmetterling               |
| Mohammad Rashnonezhad           | Iran           | Niederlande            | Judo           | bis 66 kg                         |
| Mohammad Amin al-Salami         | Syrien         | Deutschland            | Leichtathletik | Weitsprung                        |
| Muna Dahouk                     | Syrien         | Niederlande            | Judo           | bis 57 kg                         |
| Musa Suliman                    | Sudan          | Schweiz                | Leichtathletik | 800 m                             |
| Nigara Shaheen                  | Afghanistan    | Kanada                 | Judo           | bis 63 kg                         |
| Omid Ahmadisafa                 | Iran           | Deutschland            | Boxen          | Fliegengewicht (bis 52 kg)        |
| Perina Lokure                   | Südsudan       | Kenia                  | Leichtathletik | 800 m                             |
| Ramiro Mora                     | Kuba           | Vereinigtes Königreich | Gewichtheben   | Schwergewicht (über 100 kg)       |
| Saeid Fazloula                  | Iran           | Deutschland            | Kanu           | Einer-Kajak 1000 m                |
| Saman Soltani                   | Iran           | Österreich             | Kanu           | Einer-Kajak 500 m                 |
| Tachlowini Gabriyesos           | Eritrea        | Israel                 | Leichtathletik | Marathon                          |
| Yahya Al Ghotany                | Syrien         | Jordanien              | Taekwondo      | Klasse bis 68 kg                  |
| Yekta Jamali                    | Iran           | Deutschland            | Gewichtheben   | Schwergewicht (bis 81 kg)         |

## Teilnehmer nach Sportarten

### Badminton
| Athleten         | Wettbewerb | Gruppenphase | Gruppenphase      | Gruppenphase | Gruppenphase | Achtelfinale  | Achtelfinale  | Viertelfinale | Viertelfinale | Halbfinale    | Halbfinale    | Finale / Platz 3 | Finale / Platz 3 | Rang |
| Athleten         | Wettbewerb | Gegner       | Ergebnis          | Punkte       | Rang         | Gegner        | Ergebnis      | Gegner        | Ergebnis      | Gegner        | Ergebnis      | Gegner           | Ergebnis         | Rang |
| ---------------- | ---------- | ------------ | ----------------- | ------------ | ------------ | ------------- | ------------- | ------------- | ------------- | ------------- | ------------- | ---------------- | ---------------- | ---- |
| Frauen           |            |              |                   |              |              |               |               |               |               |               |               |                  |                  |      |
| Dorsa Yavarivafa | Einzel     | K. Foo Kune  | 0:2 (5:21, 11:21) | 0            | 3            | ausgeschieden | ausgeschieden | ausgeschieden | ausgeschieden | ausgeschieden | ausgeschieden | ausgeschieden    | ausgeschieden    | 27   |
| Dorsa Yavarivafa | Einzel     | Yeo J. M.    | 0:2 (7:21, 8:21)  | 0            | 3            | ausgeschieden | ausgeschieden | ausgeschieden | ausgeschieden | ausgeschieden | ausgeschieden | ausgeschieden    | ausgeschieden    | 27   |

### Boxen
| Athleten        | Wettbewerb       | 1. Runde | 1. Runde | Achtelfinale  | Achtelfinale  | Viertelfinale | Viertelfinale | Halbfinale    | Halbfinale    | Finale        | Finale        | Rang   |
| Athleten        | Wettbewerb       | Gegner   | Ergebnis | Gegner        | Ergebnis      | Gegner        | Ergebnis      | Gegner        | Ergebnis      | Gegner        | Ergebnis      | Rang   |
| --------------- | ---------------- | -------- | -------- | ------------- | ------------- | ------------- | ------------- | ------------- | ------------- | ------------- | ------------- | ------ |
| Männer          |                  |          |          |               |               |               |               |               |               |               |               |        |
| Omid Ahmadisafa | Klasse bis 52 kg | R. Hill  | 0:5      | ausgeschieden | ausgeschieden | ausgeschieden | ausgeschieden | ausgeschieden | ausgeschieden | ausgeschieden | ausgeschieden | 17     |
| Frauen          |                  |          |          |               |               |               |               |               |               |               |               |        |
| Cindy Ngamba    | Klasse bis 75 kg | —        | —        | T. Thibeault  | 3:2           | D. Michel     | 5:0           | A. Bylon      | 1:4           | ausgeschieden | ausgeschieden | Bronze |

### Breaking
| Athleten                | Wettbewerb | Qualifikation    | Qualifikation | Viertelfinale                                   | Viertelfinale                                   | Halbfinale                                      | Halbfinale                                      | Finale / Platz 3                                | Finale / Platz 3                                | Rang                                            |
| Athleten                | Wettbewerb | Gegner           | Ergebnis      | Gegner                                          | Ergebnis                                        | Gegner                                          | Ergebnis                                        | Gegner                                          | Ergebnis                                        | Rang                                            |
| ----------------------- | ---------- | ---------------- | ------------- | ----------------------------------------------- | ----------------------------------------------- | ----------------------------------------------- | ----------------------------------------------- | ----------------------------------------------- | ----------------------------------------------- | ----------------------------------------------- |
| Frauen                  |            |                  |               |                                                 |                                                 |                                                 |                                                 |                                                 |                                                 |                                                 |
| Manizha Talash (Talash) | B-Girls    | I. Sardjoe India | 0:3           | disqualifiziert wegen politischer Stellungnahme | disqualifiziert wegen politischer Stellungnahme | disqualifiziert wegen politischer Stellungnahme | disqualifiziert wegen politischer Stellungnahme | disqualifiziert wegen politischer Stellungnahme | disqualifiziert wegen politischer Stellungnahme | disqualifiziert wegen politischer Stellungnahme |

### Gewichtheben
| Athleten     | Wettbewerb         | Reißen  | Reißen | Stoßen  | Stoßen | Zweikampf | Zweikampf | Rang |
| Athleten     | Wettbewerb         | Gewicht | Rang   | Gewicht | Rang   | Gewicht   | Rang      | Rang |
| ------------ | ------------------ | ------- | ------ | ------- | ------ | --------- | --------- | ---- |
| Männer       |                    |         |        |         |        |           |           |      |
| Ramiro Mora  | Klasse über 100 kg | 166 kg  | 10     | 210 kg  | 7      | 376 kg    | 7         | 7    |
| Frauen       |                    |         |        |         |        |           |           |      |
| Yekta Jamali | Klasse bis 81 kg   | 103 kg  | 9      | 128 kg  | 9      | 231 kg    | 9         | 9    |

### Judo
| Athleten                                                                                                  | Wettbewerb        | 1. Runde         | 1. Runde | 2. Runde      | 2. Runde      | Achtelfinale  | Achtelfinale  | Viertelfinale | Viertelfinale | Halbfinale / Trostrunde | Halbfinale / Trostrunde | Finale / Platz 3 | Finale / Platz 3 | Rang |
| Athleten                                                                                                  | Wettbewerb        | Gegner           | Ergebnis | Gegner        | Ergebnis      | Gegner        | Ergebnis      | Gegner        | Ergebnis      | Gegner                  | Ergebnis                | Gegner           | Ergebnis         | Rang |
| --- | ----------------- | ---------------- | -------- | ------------- | ------------- | ------------- | ------------- | ------------- | ------------- | ----------------------- | ----------------------- | ---------------- | ---------------- | ---- |
| Frauen |                   |                  |          |               |               |               |               |               |               |                         |                         |                  |                  |      |
| Muna Dahouk                                                                                               | Klasse bis 57 kg  | K. Jiménez       | 0:10     | —             | —             | ausgeschieden | ausgeschieden | ausgeschieden | ausgeschieden | ausgeschieden           | ausgeschieden           | ausgeschieden    | ausgeschieden    | 17   |
| Nigara Shaheen                                                                                            | Klasse bis 63 kg  | P. Awiti Alcaraz | 0:10     | —             | —             | ausgeschieden | ausgeschieden | ausgeschieden | ausgeschieden | ausgeschieden           | ausgeschieden           | ausgeschieden    | ausgeschieden    | 17   |
| Mahboubeh Barbari Zharfi                                                                                  | Klasse über 78 kg | M. Morillo       | 0:10     | —             | —             | ausgeschieden | ausgeschieden | ausgeschieden | ausgeschieden | ausgeschieden           | ausgeschieden           | ausgeschieden    | ausgeschieden    | 17   |
| Männer |                   |                  |          |               |               |               |               |               |               |                         |                         |                  |                  |      |
| Mohammed Rashnouezhad                                                                                     | Klasse bis 66 kg  | W. Khyar         | 0s3:10   | —             | —             | ausgeschieden | ausgeschieden | ausgeschieden | ausgeschieden | ausgeschieden           | ausgeschieden           | ausgeschieden    | ausgeschieden    | 17   |
| Arab Sibghatullah                                                                                         | Klasse bis 81 kg  | Freilos          | Freilos  | M. Casse      | 1:11          | ausgeschieden | ausgeschieden | ausgeschieden | ausgeschieden | ausgeschieden           | ausgeschieden           | ausgeschieden    | ausgeschieden    | 17   |
| Adnan Khankan                                                                                             | Klasse bis 100 kg | D. Eich          | 0:10     | —             | —             | ausgeschieden | ausgeschieden | ausgeschieden | ausgeschieden | ausgeschieden           | ausgeschieden           | ausgeschieden    | ausgeschieden    | 17   |
| Mixed |                   |                  |          |               |               |               |               |               |               |                         |                         |                  |                  |      |
| Muna Dahouk Nigara Shaheen Mahboubeh Barbari Zharfi Mohammed Rashnouezhad Arab Sibghatullah Adnan Khankan | Mixed Team        | Spanien          | 0:4      | ausgeschieden | ausgeschieden | ausgeschieden | ausgeschieden | ausgeschieden | ausgeschieden | ausgeschieden           | ausgeschieden           | ausgeschieden    | ausgeschieden    | 17   |

### Kanu

#### Kanurennsport
| Athleten       | Wettbewerb | Vorlauf     | Vorlauf | Viertelfinale | Viertelfinale | Halbfinale    | Halbfinale    | A/B-Finale    | A/B-Finale    | Rang |
| Athleten       | Wettbewerb | Zeit        | Rang    | Zeit          | Rang          | Zeit          | Rang          | Zeit          | Rang          | Rang |
| -------------- | ---------- | ----------- | ------- | ------------- | ------------- | ------------- | ------------- | ------------- | ------------- | ---- |
| Frauen         |            |             |         |               |               |               |               |               |               |      |
| Saman Soltani  | K1 500 m   | 2:02,19 min | 7       | 2:01,43 min   | 6             | ausgeschieden | ausgeschieden | ausgeschieden | ausgeschieden | 38   |
| Männer         |            |             |         |               |               |               |               |               |               |      |
| Fernando Jorge | C1 1000 m  | 3:54,90 min | 3       | 4:06,63 min   | 4             | ausgeschieden | ausgeschieden | ausgeschieden | ausgeschieden | 22   |
| Saeid Fazloula | K1 1000 m  | 3:42,80 min | 4       | 3:40,94 min   | 4             | ausgeschieden | ausgeschieden | ausgeschieden | ausgeschieden | 23   |

#### Kanuslalom
| Athleten       | Wettbewerb | Vorlauf  | Vorlauf | Halbfinale    | Halbfinale    | Finale        | Finale        | Rang |
| Athleten       | Wettbewerb | Zeit     | Rang    | Zeit          | Rang          | Zeit          | Rang          | Rang |
| -------------- | ---------- | -------- | ------- | ------------- | ------------- | ------------- | ------------- | ---- |
| Männer         |            |          |         |               |               |               |               |      |
| Amir Rezanejad | C1         | 116,16 s | 19      | ausgeschieden | ausgeschieden | ausgeschieden | ausgeschieden | 19   |

Boater-Cross
| Männer         |          |         |    |   |   |               |               |               |               |    |
| Amir Rezanejad | K1 Cross | 79,15 s | 32 | 3 | 3 | ausgeschieden | ausgeschieden | ausgeschieden | ausgeschieden | 36 |

### Leichtathletik
Laufen und Gehen 
| Athleten                      | Wettbewerb | Vorlauf      | Vorlauf | Hoffnungslauf | Hoffnungslauf | Halbfinale    | Halbfinale    | Finale        | Finale        | Rang          |
| Athleten                      | Wettbewerb | Zeit         | Rang    | Zeit          | Rang          | Zeit          | Rang          | Zeit          | Rang          | Rang          |
| ----------------------------- | ---------- | ------------ | ------- | ------------- | ------------- | ------------- | ------------- | ------------- | ------------- | ------------- |
| Frauen                        |            |              |         |               |               |               |               |               |               |               |
| Perina Lokure                 | 800 m      | 2:08,20 min  | 9       | 2:11,33 min   | 7             | ausgeschieden | ausgeschieden | ausgeschieden | ausgeschieden | ausgeschieden |
| Farida Abaroge                | 1500 m     | 4:29,27 min  | 14      | 4:30,53 min   | 12            | ausgeschieden | ausgeschieden | ausgeschieden | ausgeschieden | ausgeschieden |
| Männer                        |            |              |         |               |               |               |               |               |               |               |
| Dorian Keletela               | 100 m      | 10,58 s      | 8       | —             | —             | ausgeschieden | ausgeschieden | ausgeschieden | ausgeschieden | ausgeschieden |
| Musa Suliman                  | 800 m      | 1:49,61 min  | 9       | 1:50,11 min   | 9             | ausgeschieden | ausgeschieden | ausgeschieden | ausgeschieden | ausgeschieden |
| Dominic Lobalu                | 5000 m     | 14:15,49 min | 15      | —             | —             | —             | —             | 13:15,27 min  | 4             | 4             |
| Jamal Abdelmaji Eisa Mohammed | 10.000 m   | —            | —       | —             | —             | —             | —             | 27:35,92 min  | 18            | 18            |
| Tachlowini Gabriyesos         | Marathon   | —            | —       | —             | —             | —             | —             | 2:12,47 h     | 42            | 42            |

 Springen und Werfen 
| Männer                  |            |        |    |               |               |    |
| Mohammad Amin al-Salami | Weitsprung | 7,24 m | 29 | ausgeschieden | ausgeschieden | 29 |

### Radsport

#### Straße
| Athleten            | Wettbewerb       | Zeit         | Rang |
| ------------------- | ---------------- | ------------ | ---- |
| Frauen              |                  |              |      |
| Eyeru Tesfoam Gebru | Straßenrennen    | DNF          | DNF  |
| Männer              |                  |              |      |
| Amir Ansari         | Einzelzeitfahren | 40:26,14 min | 30   |

### Ringen

#### Griechisch-römischer Stil
Legende: G = Gewonnen, V = Verloren, S = Schultersieg
| Athleten        | Wettbewerb       | Achtelfinale | Achtelfinale | Viertelfinale | Viertelfinale | Halbfinale    | Halbfinale    | Hoffnungsrunde Halbfinale | Hoffnungsrunde Halbfinale | Hoffnungsrunde Finale | Hoffnungsrunde Finale | Finale        | Finale        | Rang |
| Athleten        | Wettbewerb       | Gegner       | Ergebnis     | Gegner        | Ergebnis      | Gegner        | Ergebnis      | Gegner                    | Ergebnis                  | Gegner                | Ergebnis              | Gegner        | Ergebnis      | Rang |
| --------------- | ---------------- | ------------ | ------------ | ------------- | ------------- | ------------- | ------------- | ------------------------- | ------------------------- | --------------------- | --------------------- | ------------- | ------------- | ---- |
| Männer          |                  |              |              |               |               |               |               |                           |                           |                       |                       |               |               |      |
| Jamal Valizadeh | Klasse bis 60 kg | I. Bakhramov | 0:9          | ausgeschieden | ausgeschieden | ausgeschieden | ausgeschieden | ausgeschieden             | ausgeschieden             | ausgeschieden         | ausgeschieden         | ausgeschieden | ausgeschieden | 17   |

#### Freier Stil
Legende: G = Gewonnen, V = Verloren, S = Schultersieg
| Athleten     | Wettbewerb       | Achtelfinale | Achtelfinale | Viertelfinale | Viertelfinale | Halbfinale    | Halbfinale    | Hoffnungsrunde Halbfinale | Hoffnungsrunde Halbfinale | Hoffnungsrunde Finale | Hoffnungsrunde Finale | Finale        | Finale        | Rang |
| Athleten     | Wettbewerb       | Gegner       | Ergebnis     | Gegner        | Ergebnis      | Gegner        | Ergebnis      | Gegner                    | Ergebnis                  | Gegner                | Ergebnis              | Gegner        | Ergebnis      | Rang |
| ------------ | ---------------- | ------------ | ------------ | ------------- | ------------- | ------------- | ------------- | ------------------------- | ------------------------- | --------------------- | --------------------- | ------------- | ------------- | ---- |
| Männer       |                  |              |              |               |               |               |               |                           |                           |                       |                       |               |               |      |
| Imam Mahdavi | Klasse bis 86 kg | C. Zabolow   | 0:10         | ausgeschieden | ausgeschieden | ausgeschieden | ausgeschieden | ausgeschieden             | ausgeschieden             | ausgeschieden         | ausgeschieden         | ausgeschieden | ausgeschieden | 17   |

### Schießen
| Athleten                        | Wettbewerb       | Qualifikation   | Qualifikation | Finale          | Finale        | Rang |
| Athleten                        | Wettbewerb       | Ringe/ Scheiben | Rang          | Ringe/ Scheiben | Rang          | Rang |
| ------------------------------- | ---------------- | --------------- | ------------- | --------------- | ------------- | ---- |
| Frauen                          |                  |                 |               |                 |               |      |
| Luna Solomon                    | 10 m Luftgewehr  | 601,2           | 43            | ausgeschieden   | ausgeschieden | 43   |
| Männer                          |                  |                 |               |                 |               |      |
| Edilio Francisco Centeno Nieves | 10 m Luftpistole | 562             | 30            | ausgeschieden   | ausgeschieden | 30   |

### Schwimmen
| Athleten      | Wettbewerb          | Vorlauf     | Vorlauf | Halbfinale    | Halbfinale    | Finale        | Finale        | Rang |
| Athleten      | Wettbewerb          | Zeit        | Rang    | Zeit          | Rang          | Zeit          | Rang          | Rang |
| ------------- | ------------------- | ----------- | ------- | ------------- | ------------- | ------------- | ------------- | ---- |
| Männer        |                     |             |         |               |               |               |               |      |
| Alaa Maso     | 50 m Freistil       | 23,90 s     | 39      | ausgeschieden | ausgeschieden | ausgeschieden | ausgeschieden | 39   |
| Matin Balsini | 200 m Schmetterling | 2:00,77 min | 26      | ausgeschieden | ausgeschieden | ausgeschieden | ausgeschieden | 26   |

### Taekwondo
| Athleten                   | Wettbewerb        | Achtelfinale | Achtelfinale | Viertelfinale   | Viertelfinale | Hoffnungsrunde Halbfinale | Hoffnungsrunde Halbfinale | Halbfinale    | Halbfinale    | Hoffnungsrunde Finale | Hoffnungsrunde Finale | Finale        | Finale        | Rang |
| Athleten                   | Wettbewerb        | Gegner       | Ergebnis     | Gegner          | Ergebnis      | Gegner                    | Ergebnis                  | Gegner        | Ergebnis      | Gegner                | Ergebnis              | Gegner        | Ergebnis      | Rang |
| -------------------------- | ----------------- | ------------ | ------------ | --------------- | ------------- | ------------------------- | ------------------------- | ------------- | ------------- | --------------------- | --------------------- | ------------- | ------------- | ---- |
| Frauen                     |                   |              |              |                 |               |                           |                           |               |               |                       |                       |               |               |      |
| Dina Pouryounes Langeroudi | Klasse bis 49 kg  | Guo Q.       | 5:26         | ausgeschieden   | ausgeschieden | M. Dinçel                 | 4:17                      | ausgeschieden | ausgeschieden | ausgeschieden         | ausgeschieden         | ausgeschieden | ausgeschieden | 7    |
| Männer                     |                   |              |              |                 |               |                           |                           |               |               |                       |                       |               |               |      |
| Hadi Tiranvalipour         | Klasse bis 58 kg  | O. Ismail    | 4:17         | ausgeschieden   | ausgeschieden | ausgeschieden             | ausgeschieden             | ausgeschieden | ausgeschieden | ausgeschieden         | ausgeschieden         | ausgeschieden | ausgeschieden | 17   |
| Yahya Al Ghotany           | Klasse bis 68 kg  | Lo W. F.     | 4:30         | ausgeschieden   | ausgeschieden | ausgeschieden             | ausgeschieden             | ausgeschieden | ausgeschieden | ausgeschieden         | ausgeschieden         | ausgeschieden | ausgeschieden | 17   |
| Farzad Mansouri            | Klasse bis 80 kg  | Freilos      | Freilos      | C. Nickolas     | 8:13          | ausgeschieden             | ausgeschieden             | ausgeschieden | ausgeschieden | ausgeschieden         | ausgeschieden         | ausgeschieden | ausgeschieden | 11   |
| Kasra Mehdipournejad       | Klasse über 80 kg | G. Mara      | 2:1          | C. Sallah Cissé | 1:2           | ausgeschieden             | ausgeschieden             | ausgeschieden | ausgeschieden | ausgeschieden         | ausgeschieden         | ausgeschieden | ausgeschieden | 11   |